# Siège de Fort Pitt
Rébellion de Pontiac
Le siège de Fort Pitt eut lieu du 22 juin au 20 août 1763 dans ce qui est maintenant la ville de Pittsburgh en Pennsylvanie (États-Unis). Le siège faisait partie d'un soulèvement des Amérindiens, la rébellion de Pontiac, dont le but était de chasser les Britanniques de la vallée de l'Ohio, et de les repousser de l'autre côté des montagnes des Appalaches. La tentative indienne de capturer Fort Pitt a finalement échoué.